# Świątynia Dahui
Świątynia Dahui (Świątynia Wielkiej Mądrości; chiń. 大慧寺; pinyin Dàhuì sì) – świątynia buddyjska w Pekinie, w dzielnicy Haidian. 
Świątynia została wzniesiona w 1513 roku przez eunucha Zhang Xionga. W 1757 roku, za rządów cesarza Qianlonga budynek poddano renowacji. W 1983 roku świątynia ucierpiała w pożarze. W 1998 roku została otwarta ponownie. 
Do dziś w nienaruszonym stanie zachował się jedynie pawilon Dabei, w którym znajduje się 28 trzymetrowych rzeźb z epoki Ming. W pawilonie mieścił się niegdyś duży, miedziany, pochodzący z okresu Ming posąg Guanyin, jednak został on zrabowany przez Japończyków w czasie wojny chińsko-japońskiej (1937–1945).